# Кумар, Манодж
Манодж Кумар Калтагдия (хинди मनोज कुमार; род. 10 декабря 1986, Раджунд, Харьяна) — индийский боксёр, представитель полусредних весовых категорий. Выступает за национальную сборную Индии по боксу с 2006 года, чемпион Игр Содружества, дважды бронзовый призёр чемпионатов Азии, победитель и призёр многих турниров международного значения, участник двух летних Олимпийских игр.

## Биография
Манодж Кумар родился 10 декабря 1986 года в деревне Раджунд округа Кайтхал штата Харьяна, Индия.
Дебютировал на международной арене в 2003 году, выступив на кадетском чемпионате мира в Бухаресте. Год спустя боксировал на юношеских Играх Содружества в Бендиго.
В 2006 году вошёл в основной состав индийской национальной сборной и выступил на Азиатских играх в Дохе, где на стадии четвертьфиналов первой полусредней весовой категории был побеждён казахом Сериком Сапиевым.
В 2007 году боксировал на Кубке короля в Бангкоке и на международном турнире Синьцзян в Урумчи, побывал на чемпионате Азии в Улан-Баторе, откуда привёз награду бронзового достоинства — здесь в полуфинале его остановил монгол Бямбын Тувшинбат.
Одержал победу на чемпионате Индии 2008 года, пытался пройти отбор на летние Олимпийские игры в Пекине, однако на двух Азиатских олимпийских квалификационных турнирах, прошедших в Бангкоке и Астане, выступил неудачно.
Принимал участие в чемпионате мира 2009 года в Милане, уже на предварительном этапе первого полусреднего веса уступил бразильцу Мике Карвалью.
В 2010 году одержал победу на домашних Играх Содружества в Дели.
В 2011 году дошёл до четвертьфинала на мировом первенстве в Баку, проиграв англичанину Тому Сталкеру.
Благодаря успешному выступлению на мировом первенстве удостоился права защищать честь страны на Олимпийских играх 2012 года в Лондоне — в категории до 64 кг благополучно прошёл первого соперника по турнирной сетке, представителя Туркмении Сердара Худайбердыева, тогда как во втором бою в 1/8 финала со счётом 16:20 вновь потерпел поражение от Тома Сталкера.
После лондонской Олимпиады Кумар остался в составе боксёрской команды Индии на ещё один олимпийский цикл и продолжил принимать участие в крупнейших международных турнирах. Так, в 2013 году он стал бронзовым призёром на чемпионате Азии в Аммане, проиграв монголу Уранчимэгийн Монх-Эрдэнэ, и выступил на чемпионате мира в Алма-Ате, где в четвертьфинале уступил кубинцу Ясниэлю Толедо.
В 2014 году выиграл серебряную медаль на Мемориале Иштвана Бочкаи в Дебрецене, дошёл до четвертьфинала на Играх Содружества в Глазго.
В 2015 году отметился выступлениями на азиатском первенстве в Бангкоке и на мировом первенстве в Дохе, но попасть здесь в число призёров не смог.
В 2016 году был лучшим на Южноазиатских играх в Гувахати. На Олимпийской квалификации Азии и Океании в Цяньане выступил неудачно, однако затем на Всемирной олимпийской квалификации в Баку выиграл у четверых соперников, проиграв лишь в полуфинале британцу Пэту Маккормаку — тем самым прошёл отбор на Олимпийские игры в Рио-де-Жанейро. На Играх в категории до 64 кг раздельным решением судей победил литовца Эвалдаса Пятраускаса, после чего единогласным решением потерпел поражение от узбека Фазлиддина Гаибназарова, который в итоге и стал победителем этого олимпийского турнира.
Начиная с 2017 года Манодж Кумар боксировал в полусредней весовой категории, в частности в этом сезоне он выступил на международных турнирах в Софии и Бангкоке, на чемпионате Азии в Ташкенте и чемпионате мира в Гамбурге, одержал победу на Гран-при Усти в Чехии, в очередной раз был лучшим в зачёте индийского национального первенства.
В 2018 году взял бронзу на Открытом чемпионате Индии в Дели, отметился выступлениями на Мемориале Странджи в Софии и Кубке химии в Галле, выиграл бронзовую медаль на Играх Содружества в Голд-Косте, принял участие в Азиатских играх в Джакарте.